# Andrew Vachss

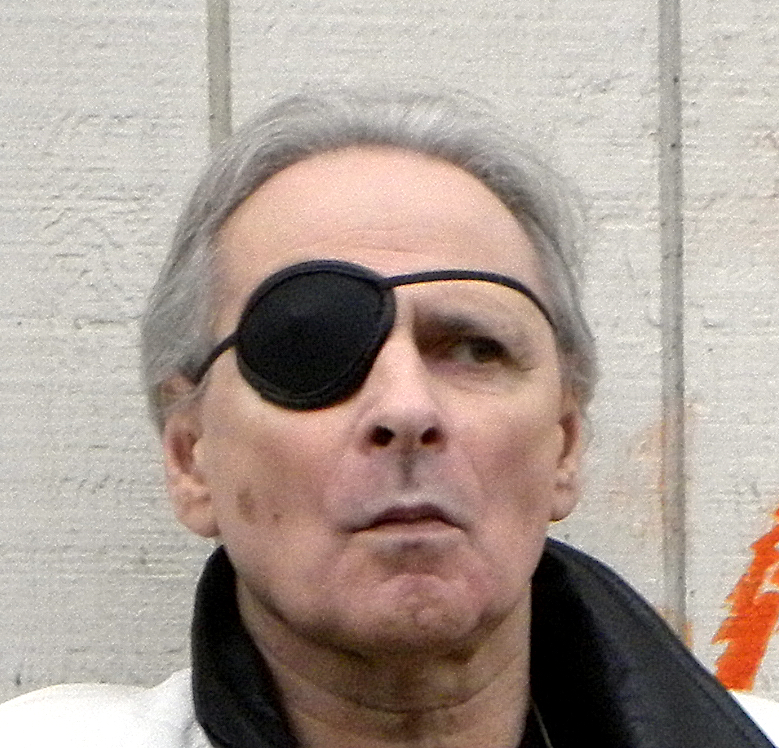
Andrew Vachss (2011)

Andrew Henry Vachss (* 19. Oktober 1942 in New York City; † 23. November 2021 im Pazifischen Nordwesten) war ein US-amerikanischer Autor, der hauptberuflich als Anwalt tätig war. Er vertrat in juristischen Verfahren ausschließlich Kinder und Jugendliche und griff die Vernachlässigung, Misshandlung und sexuelle Gewalt gegen Kinder in allen ihren Erscheinungsformen immer wieder in seinen literarischen Werken auf und an. Vachss schrieb überwiegend (Kriminal-)Romane, trat aber auch als Autor von Kurzgeschichten, Comics, Essays und Zeitungsartikeln in Erscheinung.

## Leben
Andrew Vachss, der sich über sein Privatleben zeitlebens bedeckt hielt, wuchs in Lower Manhattan auf. Infolge eines Unfalls trug er bereits seit seiner Jugend eine Augenklappe, die zu seinem Erkennungszeichen wurde. Vor seiner juristischen und schriftstellerischen Laufbahn arbeitete er 1965/1966 als Sonderermittler für Geschlechtskrankheiten für das US-Gesundheitsministerium. Später war er als Sozialarbeiter und Projektleiter unterschiedlicher kommunaler Projekte tätig. Im Kriegsgebiet von Biafra beaufsichtigte er 1969 den Einsatz von Spenden und Hilfsgütern und versuchte eine Landroute zu finden, auf der Hilfsgüter und medizinische Hilfsmittel in das kriegsgebeutelte Land gelangen konnten, nachdem die Seehäfen blockiert und das Internationale Komitee vom Roten Kreuz (IKRK) von der nigerianischen Regierung ausgeschlossen worden waren. Alle Versuche schlugen fehl; Biafra erlebte die weltweit bekannt gewordene Hungerkatastrophe und Vachss kehrte nach einer schweren Malariaerkrankung in die USA zurück. 1972/1973 leitete er das Hochsicherheitsgefängnis ANDROS II für gewalttätige Jugendliche in Roslindale, Massachusetts, und war anschließend für verschiedene Behörden im Bereich von Erziehung, Jugendstrafrecht und Strafvollzug tätig.
1975 schloss Vachss sein Studium der Rechtswissenschaft an der New England School of Law in Boston, Massachusetts, magna cum laude ab. Ab 1976 war er als Anwalt tätig und beschränkte seinen Aufgabenbereich ausschließlich auf Angelegenheiten von Kindern und Jugendlichen.
Vachss war ein Verwaltungsratsmitglied der ChildTrauma Academy der Baylor University in Houston, Texas, und Mitglied und Sachverständiger des Advisory Panel on Catastrophic Child Abuse des New York State Office of Mental Health. Er arbeitete am Entwurf des US-amerikanischen Kinderschutzgesetzes mit, das im Jahr 1993 von der Clinton-Regierung verabschiedet wurde.
Er war Mitglied der Schriftstellervereinigungen PEN und Writers Guild of America. Vachss starb am 23. November 2021 in seinem Zuhause im Alter von 79 Jahren an den Folgen einer Erkrankung der Koronargefäße.

## Werk
Andrew Vachss war ein dem Genre des Hardboiled-Krimis zugeordneter Autor von mehr als 20 Romanen und zwei Bänden mit Kurzgeschichten. Er hat Songtexte und Comics geschrieben, zwei Sachbücher zum Thema Jugendkriminalität und Kindesmissbrauch verfasst und zahllose Artikel in verschiedensten Zeitschriften dazu veröffentlicht.
Die Hauptfigur der meisten Vachss-Romane ist der Privatermittler Burke, ein ehemaliger Straftäter, den Vachss wie folgt beschreibt:
„Burke ist der Prototyp des missbrauchten Kindes: misstrauisch, hyper-wachsam, abwechselnd verängstigt und gewalttätig wütend, und zutiefst mit seiner ‚Wahlfamilie.‘ verbunden. [In Burkes Welt macht die DNA einen Mann nicht zum Bruder und eine Frau nicht zur Schwester -- du bist das, was du tust.] Er ist kein 'Weißer Ritter' à la Chandler. Burke (kein Vorname: seine Geburtsurkunde lautet 'Baby Boy Burke', da er von seiner Mutter, einer Prostituierten, ausgesetzt wurde und sein Vater unbekannt ist) wurde aufgezogen in Brutalität: in Waisenhäusern, Pflegeheimen und Jugendgefängnissen. Er ist ein Privatdetektiv ohne Lizenz, der 'unter dem Radar' lebt, ein Berufsverbrecher, der zwei Gefängnisstrafen abgesessen hat. Er ist ein Söldner, der sein Gewerbe mit 'Gewalt für Geld' beschreiben würde. Seine beiden ausgleichenden Charakteristika sind seine bedingungslose, totale Liebe für seine 'Wahlfamilie' und sein unablässiger Hass auf jene, die Kindern weh tun ... so wie man ihm weh tat.“ – Andrew Vachss in CHANCES, Ausgabe 2/2003
Kritiker werfen Vachss ein hohes Maß an Gewaltdarstellung und das Propagieren von Selbstjustiz in seinen Erzählungen vor.
Vachss’ Erstlingswerk A Bomb Built in Hell fand 1973 keinen Verleger, da der Roman seinerzeit als zu gewalttätig empfunden wurde. Vachss Schilderung eines schwerbewaffneten jungen Mannes, der am Ende der Erzählung eine Schule in der Absicht betritt, die Schüler und Lehrer zu töten, wurde seinerzeit als unrealistische Horrorstory abgetan. Das bis dahin unveröffentlichte Manuskript des Romans wurde 2000 von amazon.com für kurze Zeit als Online-Version bereitgestellt und mit einem Warnhinweis auf die „bildhafte Gewaltdarstellung“ versehen. Im Jahr 2004 erfolgte unter dem Titel Eisgott in deutscher Übersetzung die erste Veröffentlichung in Buchform.
Hunde
Ein weiteres wichtiges Thema, das Vachss’ Arbeit durchzieht, ist seine Liebe zu Hunden, insbesondere zu Rassen wie dem Dobermann und Pitbulls, die als gefährlich angesehen werden. Vachss stand auf dem Standpunkt, dass man bei Hunden wie auch bei Menschen das erhalte, was man selbst heranzieht: „you get what you raise“.
Vachss war ein leidenschaftlicher Streiter gegen die Misshandlung von Tieren, wie zum Beispiel in Hundekämpfen, und gegen rassespezifische Verbote. Mit seinem befreundeten Schriftstellerkollegen James Colbert hat Vachss Therapiehunde für misshandelte Kinder trainiert. Die Hunde haben einen beruhigenden Einfluss auf die traumatisierten Kinder und steigern das Gefühl von Sicherheit für die früheren Opfer. Während ihrer Zeit als Bezirksstaatsanwältin in New York hatte Vachss’ Ehefrau Alice regelmäßig einen dieser Hunde, Sheba, bei ihren Gesprächen mit misshandelten Kindern dabei.

## Auszeichnungen
- Grand prix de littérature policière (Frankreich), 1988
- Maltese Falcon Award (Japan), 1988
- Deutscher Krimi Preis (Deutschland), 1989
- Raymond Chandler Literary Award (Italien), 2000

## Werke

### Sachbücher
- The Life-Style Violent Juvenile: The Secure Treatment Approach (1979)
- The Child-Abuse Delinquency Connection – A Lawyer’s View (1989)
- Über das Böse. Andrew Vachss im Gespräch mit Claus Leggewie (1994)

### Romane

#### DieBurke-Reihe
- Flood (1985) (dt. Kata, Ullstein 1988)
- Strega (1987) (dt. Strega, Ullstein 1989)
- Blue Belle (1988) (dt. Blue Belle, Ullstein 1990)
- Hard Candy (1989) (dt. Hard Candy, Ullstein 1991)
- Blossom (1990) (dt. Blossom, Ullstein 1992)
- Sacrifice (1991) (dt. Kult, Ullstein 1993)
- Down in the Zero (1994) (dt. Tief im Abgrund, Eichborn 1995)
- Footsteps of the Hawk (1995) (dt. Die Schritte des Falken Eichborn 1996)
- False Allegations (1996) (dt. Verrat, Eichborn 1997)
- Safe House (1998) (dt. Safe House, Eichborn 1999)
- Choice of Evil (1999)
- Dead and Gone (2000)
- Pain Management (2001)
- Only Child (2002)
- Down Here (2004)
- Mask Market (2006)
- Terminal (2007)
- Another Life (2008)

#### Andere Romane
- A Bomb Built In Hell (1973) (dt. Eisgott, Kreuzfeuer 2004)
- Shella (dt. Eichborn 1993)
- Batman – Das Geschäft des Bösen (dt. Bastei 1996)
- The Getaway Man (2003) (dt. Der Fahrer, Rowohlt 2008)
- Two Trains Running (2005)
- Haiku (2009)

### Kurzgeschichten
- Mit jedem Kind wird die Welt neu geboren (dt. Eichborn 1994)
- Kreuzfeuer (dt. Heyne 1998)
- Born Bad (dt. Eichborn 2002)

### Comics
- Predator: Race War (1995)
- Batman: Das Geschäft des Bösen (1995)
- Hard Looks mit verschiedenen Zeichnern (dt. JOCHEN Enterprises 1994)
- Underground mit Hannu Lukkarinen (dt. Schreiber und Leser, 1998)

### Bühnenstücke
- Placebo
- Warlord
- Replay
  - In deutscher Übersetzung im Eichborn Verlag, 2002, als „Replay/Brücke/Placebo,“ in 3 Akten